# Приват-професор
Приват-професор  ( лат. privatim — приватний; лат. professor  — викладач) – вчене звання і посада викладача в окремих закладах вищої освіти України.

## Присвоєння звання
В  сучасній Україні окремі  заклади вищої освіти для морального заохочення учасників освітнього процесу, які демонструють високі досягнення у педагогічній, науковій діяльності запровадили вчене звання приват-професора. 
Закон України «Про вищу освіту» вказує, що посади педагогічних і науково-педагогічних працівників можуть обіймати особи з повною вищою освітою, які пройшли спеціальну педагогічну підготовку.
Порядок присвоєння звання регулюється положенням про присвоєння вчених звань «приват-професор», «приват-доцент», яке затверджується Вченою радою відповідного закладу освіти.
Права науково-педагогічних працівників, яким надано  вчене звання «приват-професор» діють лише в тому закладі вищої освіти, який зазначене звання присвоїв.
Претенденти  на вчене звання «приват-професор» мають відповідати вимогам, встановленим конкретним закладом вищої освіти. Наприклад:
1. Вчене звання «приват-професор» присвоюється науково-педагогічним працівникам, які є кандидатами наук (докторами філософії), мають вчене звання доцента.
2. Науково-педагогічний працівник повинен мати певний стаж науково-педагогічної роботи, як загальний, так і у відповідному закладі вищої освіти (визначається положенням про присвоєння вченого звання).
3. Науково-педагогічний працівник повинен мати особисті творчі досягнення у своїй педагогічній діяльності, вести на високому рівні науково-педагогічну  та навчально-методичну роботу.
Порядок присвоєння вченого звання «приват-професор» визначається відповідним положенням про вчені звання «приват-професор» та «приват-доцент» конкретного закладу вищої освіти.
Порядок матеріального заохочення науково-педагогічних працівників, яким присвоєно вчене звання «приват-професор» визначається рішенням Вченої ради закладу вищої освіти.

## Заклади вищої освіти України, в яких запроваджено вчене звання «приват-професор»
- Дніпровський національний університет залізничного транспорту імені академіка В. Лазаряна

- Львівська національна академія мистецтв
- Національний педагогічний університет імені М. П. Драгоманова.
- Національний університет  "Одеська морська академія"
- Одеська державна академія будівництва та архітектури

- Одеська національна музична академія імені А. В. Нежданової
- Одеський національний економічний університет

- Одеський національний політехнічний університет
- Одеський регіональний інститут державного управління

- Південноукраїнський національний педагогічний університет імені К. Д. Ушинського

- Українська інженерно-педагогічна академія та інші.